# 安德雷·奥耶
安德烈·安东尼乌斯·马里亚·奥耶（荷蘭語：André Antonius Maria Ooijer，荷蘭語發音：[ˈoːi̯ər]，1974年7月11日—），已退役荷蘭足球運動員，司職後衛。

## 生平

### 洛達
奥耶出身於荷蘭班霸阿贾克斯的青年隊，但上陣機會寥寥，並被外借至荷蘭低組別球會禾寧丹。直到1995年他回到阿積士以後，便離開阿積士，轉投另一支中下游球隊洛達。效力期間他除了擔任右閘外，還不時串演中堅。

### PSV燕豪芬
憑著出色表現，奥耶於1997年獲PSV燕豪芬垂青，正式加盟。奧耶於燕豪芬效力了差不多十年，期間贏過五屆荷蘭聯賽獎項，以及一個盃賽錦標。在球會打入歐冠盃時，奧耶更是正選之一。

### 布萊克本流浪者
2006年奧耶公開表示會出國發展，結果於同年夏季轉投英超球會布萊克本流浪者，簽約兩年。然而加盟第一季奧耶並不處於順境。其第一場聯賽乃2006年8月27日主場對著勁旅車路士，結果負0-2。在2007年1月20日作客對曼城之賽事，乃奧耶第二十場聯賽。該賽奧耶與對手球員發生激烈碰撞，結果腓骨重創，要提前「收咧」。直到翌季聯賽開始，奧耶才重新回到一隊，打足整個球季。

### PSV燕豪芬
2009年5月，奧查與布莱克本流浪者合約屆滿，沒再續約，並回到荷蘭重投PSV燕豪芬，但只簽約一年，效力了一季。

### 阿積士
2010年選擇回到母會阿積士，起先只簽約一年，到2011年4月又再續簽一年。他早在2011-12年球季宣佈會於季末退役，結果在2012年5月6日最後一場荷甲聯賽後，正式結束球員生涯。

### 國家隊
奧耶早於1998年世界盃時已入選國家隊出賽，但沒有上陣。由於之後幾年國家隊處於調整期，奧耶要到2006年世界盃時才有機會再出席國際大賽。2008年歐洲國家盃與2010年世界盃奧耶也有份出席。